# ارنست کیتزینگر
ارنست کیتزینگر (انگلیسی: Ernst Kitzinger; ۲۷ دسامبر ۱۹۱۲ – ۲۲ ژانویهٔ ۲۰۰۳) تاریخ‌نگار، و استاد دانشگاه اهل آلمان بود.
وی همچنین برندهٔ جوایزی همچون کمک‌هزینه گوگنهایم شده‌است.